# Campagna di Morea
Per Campagna di Morea s'intendono le operazioni militari svolte dall'Armata francese in Grecia, dal 1828 al 1833, nel contesto della guerra d'indipendenza greca contro l'impero ottomano.
Dopo la Battaglia di Navarino (1827), primo significativo intervento delle potenze occidentali (Francia, Gran Bretagna e Russia) nel conflitto che dal 1821 opponeva gli insorti greci a Costantinopoli, i francesi inviarono i loro soldati nel Peloponneso per sgomberare i locali presidi ottomani (costituiti quasi integralmente da truppe inviate dai vassalli alawiti del sultano Mahmud II). Seppur il grosso delle forze francesi venne rimpatriato al termine delle operazioni nel 1828, un piccolo contingente restò in loco sino al termine della guerra nel 1833.
Come al tempo della napoleonica campagna d'Egitto, anche in Grecia i soldati francesi vennero accompagnati da una commissione di scienziati e studiosi, la Expédition scientifique de Morée, che contribuì enormemente al rafforzamento e miglioramento delle conoscenze scientifico-culturali europee sulla geografia e l'archeologia greca.

## Contesto
Nel 1821, la popolazione della Grecia era insorta contro il dominio ottomano e, profittando della temporanea debolezza del sultano Mahmud II, aveva proclamato la propria indipendenza da Istanbul nel 1822. La Sublime porta aveva però affidato la pacificazione della penisola ellenica al viceré d'Egitto, Mehmet Ali, che, nel 1824, aveva inviato il figlio Ibrāhīm Pascià al comando di un esercito di 25 000 uomini. Ibrahim Pascià aveva riconquistato entro il 1825 il Peloponneso e schiacciato la resistenza dei greci a Missolungi nel 1826. Atene tornò in mano turca nel 1827, lasciando agli insorti le sole Nauplia, Idra (isola), Spetses ed Egina (isola).

### Fonti
- Blouet, A (1831-1838), Expédition scientifique de Morée, ordonnée par le gouvernement français. Architecture, sculptures, inscriptions et vues du Péloponnèse, des Cyclades et de l'Attique, mesurées, dessinées, recueillies et publiées par Abel Blouet, Amable Ravoisié, Achille Poirot, Félix Trézel et Frédéric de Gournay, ses collaborateurs, Parigi, 3 v. on-line.
- Hugo, A (1838), France militaire : Histoire des armées françaises de terre et de mer de 1792 à 1837, Delloye.

### Studi
- Bourguet, MN [et al.] (1998), L'Invention scientifique de la Méditerrannée : Égypte, Morée, Algérie, Éditions de l'EHESS, ISBN 2-7132-1237-5.
- Polychronopoulou, O (1999), Archéologues sur les pas d'Homère : La naissance de la protohistoire égéenne, Parigi, Noêsis, ISBN 2-911606-41-8
- Presle, MB de e Blanchet, A (1860), La Grèce depuis la conquête romaine jusqu'à nos jours, Firmin Didot.
- Vaulabelle, Arch. de (1860), Histoire des deux Restaurations, jusqu'à l'avènement de Louis-Philippe, de janvier 1813 à octobre 1830, Perrotin.
- Woodhouse, CM (1969), The Philhellenes, Londra, Hodder et Stoughton, ISBN 034010824X.